# Asepsis
Unter Asepsis (griechisch; „Keimfreiheit“, wörtlich „ohne Fäulnis“) wird in der Medizin der Zustand der Keimfreiheit verstanden. Mit Aseptik bzw. aseptischen Maßnahmen wird eine mikrobielle Kontamination von Materialien und Wunden verhindert. Abzugrenzen von dem Begriff der Asepsis ist die zuvor entwickelte Antisepsis, deren Maßnahmen keine vollständige Keimfreiheit erreichen können, da sie Mikroorganismen auf oder in lebendem Gewebe (z. B. Haut) bekämpfen.

## Aseptische Maßnahmen
Maßnahmen zur Asepsis (aseptische Kautelen) als wichtige Voraussetzung zur Vermeidung nosokomialer Infektionen sind vor allem:
- Aseptische Arbeitstechniken: Verhaltensregeln bei Wundversorgung und invasiven Eingriffen, die einer Erregerübertragung entgegenwirken.
- Sterilisation: Dabei werden alle Mikroorganismen aus oder an Gegenständen und in flüssigen Materialien abgetötet und entfernt bzw. inaktiviert. Auf diese Weise werden wiederverwendbare Medizinprodukte (z. B. medizinische Geräte, Instrumente, Schutzkleidung) nach Gebrauch für eine erneute Verwendung wiederaufbereitet und anschließend steril verpackt. Zur Sterilisation werden physikalische Verfahren angewandt, nach vorheriger Grobreinigung und Desinfektion mit chemischen Bioziden.
- Wassersterilisation: verwendet hochrein gefiltertes Wasser und setzt Wasserstoffperoxid als Biozid der Spüllösung zu, um eine chemisch-physikalische und schließlich rückstandsfreie Keimfreiheit nach finaler Spülung zu erreichen.
- Raumdesinfektion: verwendet in der Regel chemische Biozide als antiseptischen Vorverfahren und zusätzlich physikalische Verfahren. Ein Raum, in dem sich Menschen aufhalten, kann nicht sterilisiert, aber desinfiziert werden. Bei einer Desinfektion werden Mikroorganismen abgetötet oder in einen Zustand versetzt, in dem sie nicht mehr infizieren können. Die physikalischen Verfahren unterstützen den erreichten aseptischen Anfangszustand.
- Raumluftsterilisation, auch „Laminar Flow“: bedeutet, dass der Arbeitsbereich mit einer laminaren (wirbelfreien), von oben nach unten gerichteten Strömung mit physikalisch steril filtrierter Luft durchströmt wird. Dieses Verfahren beseitigt keine vorhandene Kontamination von Oberflächen und es verwendet keine Biozide. Es soll verhindern, dass neue Keime in den sterilen Bereich eingetragen werden. Aufgewirbelte Partikel oder Keime werden durch die seitlich angebrachten, bodennahen Abluftsysteme (aktive Absaugung) entfernt. Die in der laminaren Luftströmung arbeitenden Personen tragen geschlossene, partikelarme Overalls und Stiefel, die vollständig mit dem Overall abschließen, sowie Kopfhaube, Mund-Nasen-Schutz und sterile Einmal-Handschuhe. In besonderen Fällen kann die ausgeatmete Luft laufend abgesaugt werden. Diese Technik stellt das derzeit (2005) erreichbare Höchstmaß an Keimarmut sicher.

## Geschichte
Im 16. Jahrhundert empfahl Paracelsus, Wunden rein und sauber zu halten, da nicht die Verletzung, sondern etwas, das mit der Luft durch die Verletzung in den Körper dringt, krankmachend sei. Die Einführung des Konzepts der Asepsis ist ein wesentliches Verdienst des deutschen Ernst von Bergmann (1836–1907) und seines Mitarbeiters Curt Schimmelbusch. Schimmelbuschs Methode der Asepsis beruhte dabei auf von Friedrich Loeffler zusammen mit Robert Koch und Georg Gaffky geschaffenen Grundlagen wie sie in Ueber die Verwerthbarkeit heißer Wasserdämpfe zu Desinfectionszwecken 1881 publiziert wurden. In Deutschland war bis zum Jahr 1890 aus der Antisepsis die Asepsis geworden. Weitere Pioniere der Asepsis in Deutschland waren unter anderem Ernst von Bergmanns Schüler Friedrich Fehleisen (1854–1924) und Dietrich Nasse sowie Gustav Adolf Neuber.

## Aseptische Entzündung
Der Begriff „aseptisch“ wird auch zur Charakterisierung entzündlicher und anderer Erkrankungen verwendet, deren Ursache nicht auf einer Infektion beruht. Beispiele sind die aseptischen Knochennekrosen (Morbus Osgood-Schlatter), die Enthesiopathien wie die Epicondylitis humeri radialis (Tennisellenbogen) und die Periarthritis humeroscapularis oder auch die aseptische Meningitis, beispielsweise im Sinne einer Meningeosis neoplastica oder ausgelöst durch bestimmte Medikamente. Auch die Gicht (Arthritis urica) – eine Gelenkentzündung durch Ablagerung von Harnsäure-Kristallen – gehört zu den aseptischen Entzündungen.

## Aseptische Wunden
Als aseptisch wird eine Wunde dann bezeichnet, wenn sie durch einen gezielten invasiven Eingriff entstanden ist und keine Entzündungszeichen aufweist. Wird von einer Person bei mehreren Patienten ein Verbandwechsel durchgeführt, so werden die Patienten mit aseptischen vor denen mit kontaminierten bzw. kolonisierten Wunden versorgt, zuletzt die Patienten mit infizierten (septischen) Wunden. Bei der Wundversorgung selbst ist jede Wunde aseptisch zu behandeln: mit sterilen Materialien und der No-Touch-Technik.